# Jerea
El riu Jerea és un dels afluents principals del riu Ebre amb una longitud de 45 quilòmetres. El Jerea també rep el nom de Losa perquè neix a la Vall de Losa.
A 4 quilòmetres del naixement del riu Nela (també afluent de l'Ebre). Neix en els primers 100 quilòmetres del riu Ebre
El Jerea travessa diferents localitats com Quincoces de Yuso, San Pantaleón, Quintanilla la Ojada, Pedrosa de Tobalina, Cadiñanos i Palazuelos de Cuesta Urria. Té només un afluent anomenat Nabón.